# Saison 1987-1988 du Boucau stade
 (août 2010).
Cette page présente la saison 1987-1988 du Boucau Tarnos stade en championnat de France de rugby à XV de 1re division.

## Récit de la saison
En cette saison 1987-1988, Le championnat change de formule. D'abord une première phase, où les clubs sont répartis en 16 poules de 5. Les deux premiers jouant en groupe A, les trois derniers de chaque poule se retrouvent en groupe B. Dans une deuxième phase, chaque groupe (A et B) dispute son propre championnat de manière indépendante.
Le Boucau stade, qui n'est plus que l'ombre de lui-même, puisque après les départs de Jean Condom et Didier Pouyau (en 1986), le club voit plusieurs de ses titulaires signer dans d'autres clubs et connaît une véritable hémorragie : 12 départs ou arrêts.
C'est donc orphelin de ses meilleurs éléments que le BS affronte cette 18e saison d'affilée en 1re division.
Cette saison est presque catastrophique. Lors de la première phase, le BS ne remporte qu'une rencontre sur huit matchs disputés (victoire à Tarnos 13 à 12 contre Bourg-en-Bresse) et subit deux véritables humiliations (75 à 0 à Bayonne et 45 à 6 à Valence).
Aussi, le Boucau stade va jouer sa survie en 1re division lors du dernier match de la deuxième phase à Orthez.
C'est grâce à la mobilisation de chacun que le club se maintient d'extrême justesse, pour ce qui aurait été vécu comme un véritable traumatisme par les supporters.
Autour de juniors issus de l'école de rugby (Philipe Lassus, Dominique Sallaberry, Hervé Durquéty, Yannick Carasco) et d'anciens fidèles au club (Jacques Sallaberry, Henry Gaye, Jean-Michel Yanci et Serge Pascal, ces deux derniers rechaussant les crampons après avoir failli mettre un terme à leur carrière), le Boucau stade va devoir lutter jusqu'au bout pour conserver sa place dans l'élite du rugby français.

## Transferts
| Joueur             | Poste                                        | Destination                                |
| Lambert            | 3e ligne                                     | Aviron bayonnais                           |
| Jean-Michel Labat  | Demi de mêlée et capitaine de la Côte Basque | Aviron bayonnais                           |
| Lefeuvre           | 3e ligne                                     | Saint-Jean-de-Luz olympique rugby          |
| Fortabat           | Demi de mêlée                                | Ondres                                     |
| Lescoulier         | Demi de mêlée                                | retour à Peyrehorade                       |
| Poigt              | Talonneur                                    | Peyrehorade                                |
| Gilles Larrieste   | arrière                                      | Cambo                                      |
| Philippe Feuillade | centre                                       | Biarritz olympique                         |
| Erdocio            | 3e ligne                                     | retour au Biarritz olympique               |
| Bruno Pinaqui      | Demi d'ouverture                             | retour à Saint-Jean-de-Luz olympique rugby |
| Francis Dubert     | Demi de mêlée                                | arrêt                                      |
| Jean-Michel Yanci  | Pilier                                       | arrêt                                      |
| Serge Pascal       | Talonneur                                    | arrêt                                      |

| Joueur             | Poste               | Destination                           |
| Dubedout           | 3e ligne            | US Tyrosse                            |
| Francis Réal       | Deuxième ligne      | AS Bayonne (retour au club)           |
| Jacques Sallaberry | Talonneur ou Pilier | St Palais (retour au club)            |
| Jacques Dubroca    | demi d'ouverture    | Hasparren (retour au club)            |
| Jean-Michel Yanci  | Pilier              | reprise d'activité en cours de saison |
| Serge Pascal       | Talonneur           | reprise d'activité en cours de saison |

## La saison
Lors de la première partie de saison, le Boucau stade est en compagnie de l'Aviron bayonnais, Paris université club, US Bressane et Valence sportif. Perdant toutes leurs rencontres, les Noirs terminent 5es et joueront en groupe B. Pire, ils subissent une véritable humiliation à Saint-Léon où l'Aviron bayonnais l'emporte 75 à 0.
Les anciens supporters ne reconnaissent plus leur équipe. Pire, le PUC vient gagner à Tarnos 9 à 13.
| Adversaires     | Résultats à domicile | Résultats à l'extérieur |
| Bayonne         | Perdu 7 à 12         | Perdu 75 à 0            |
| Bourg en Bresse | Gagné 13 à 12        | Perdu 26 à 18           |
| Valence         | Perdu 15 à 24        | Perdu 45 à 6            |
| PUC             | Perdu 9 à 13         | Perdu 17 à 3            |

Il faut dire que les nombreux départs et arrêts sont un tel handicap que le groupe senior n'arrive pas à trouver réelle cohésion.
Le club ayant perdu, durant l'inter-saison, quatre demis de mêlée est confronté à un véritable casse-tête à ce poste clé.
Le possible titulaire Lissart est éloigné des terrains pour blessure, aussi, Hontas reste le seul senior à pouvoir évoluer à ce poste, mais aucune doublure ne se dégage de l'effectif de sorte à le laisser souffler. Aussi, il est demandé à « l'ancien » Gérard Valderrey (qui entraîne la Nationale B) de reprendre du service afin d'apporter toute son expérience.
- Lors de la deuxième phase, en groupe B (avec l'U.S. Bergerac, Montauban, Rumilly, Aix-les-Bains, Voiron, Orthez et Lavelanet), le BS perd son premier match à domicile contre Aix-les-Bains (9 à 17). Pire, sur les 7 premiers matchs, le BS n'en remporte que 2, ce qui le met en fâcheuse posture. Heureusement, comme toujours, c'est grâce à sa formation que le club trouvera le salut.

| Adversaires   | Résultats à domicile | Résultats à l'extérieur |
| Aix les Bains | Perdu 9 à 17         | Perdu 15 à 9            |
| Montauban     | Gagné 36 à 11        | Perdu 26 à 10           |
| Bergerac      | Perdu 7 à 9          | Perdu 35 à 4            |
| Rumilly       | Gagné 9 à 3          | Perdu 25 à 15           |
| Voiron        | Gagné 10 à 6         | Perdu 26 à 13           |
| Lavelanet     | Gagné 25 à 6         | Perdu 22 à 7            |
| Orthez        | Gagné 17 à 6         | Match nul 12 à 12       |

Faisant monter plusieurs juniors en 1re (Lassus (demi de mêlée), Carasco, D. Sallaberry et Durquety (qui n'a pas encore 18 ans) (3e ligne)) le club retrouve des couleurs et des raisons d'espérer. Secondé par le fidèle Gaye (32 ans), cette jeune génération va s'épanouir autour d'Elycerie (3e ligne centre), Arnoux (arrière buteur) et de Yanci (32 ans) qui rechausse les crampons pour « sauver la patrie », comme Serge Pascal qui (après avoir failli signer à Angoulême puis mettre un terme à sa carrière) reviendra en cours de saison.
Le tournant de la saison fut la rencontre perdue à domicile contre Bergerac, lors de la 8e journée. Dans un match au couteau, les Bergeracois qui furent parfaitement muselés abordent les dernières minutes résignés. Il faut dire que le BS a réalisé le match parfait tant devant que derrière en ne laissant que peu d'espace au leader de la poule. Mais il sera dit qu'en cette saison rien ne sera épargné aux Noirs du Boucau. À la 82e minute, sur une fautes bénigne à plus de 50 mètres des perches boucalaises, le 3e ligne Pasquet (qui vient de rentrer) passe la pénalité de la victoire contre le vent et sur un terrain gorgé d'eau (7 à 9 pour Bergerac). Les supporters du BS sont sous le choc. Au lien de voir leur club batailler pour une qualification pour le championnat de France, c'est bien pour ne pas descendre en 2e division que les Boucalais vont devoir lutter.
Aussi, lors du dernier match à Orthez que le BS joua sa survie. Dans un environnement hostile et face à un adversaire qui utilise tous les moyens pour gagner, les Boucalais doivent lutter jusqu'au bout et arrachent le point du match nul (12 à 12).
Il faut dire que la première mêlée avait donné le ton avec une agression du capitaine local (Otal) sur Yanci. Le « cube » comme on l'appelait ne se laissa pas faire et mit tout le monde d'accord en mettant l'auteur de la fourchette KO devant l'arbitre. Celui-ci eut l'intelligence de comprendre le coup de sang du capitaine boucalais et de ne lui infliger qu'un avertissement.
En cette saison 1987-1988, les Boucalais eurent droit à de chaudes réceptions, comme lors du déplacement à Lavelanet où ils furent agressés tout au long de la rencontre (marquée par plusieurs cartons rouges), ce qui occasionna un match retour à Tarnos « viril et engagé » où Lavelanet fit honneur à son maillot malgré les 25 points encaissés (score final 25 à 6 avec trois essais dont un sur une mêlée à 5 mètres enfoncée par le pack Boucalais).
Concernant ce dernier match à Orthez, il fut suivi par une nombreuse foule Boucalaise qui encouragea bruyamment ses joueurs et notamment le pack Boucalais bien regroupé autour de ses hommes forts (Yanci et Gaye) pour offrir quelques bons ballons pour les 3/4. C'est sur l'un d'eux que l'arrière Arnoux, bien lancé, après une mêlée conquérante, par Lassus pointa dans l'en-but orthésien à quelques minutes de la fin. La transformation du Bord de touche (par le même Arnoux, qui inscrivit la totalité des 12 points) permis aux Noirs de revenir à hauteur des locaux (12 à 12).
Le reste ne fut que soulagement et satisfaction. Le BS avait gagné le droit de rester une saison de plus en 1re division à une 65e place nationale.
À noter que pour ce match crucial un jeune supporter boucalais pris l'initiative de faire une pétition afin de soutenir son équipe favorite. Obtenant plus de 400 signature en quelques jours (dont celle de Francis Palmade (ancien arbitre international)), il offrit sa « récolte » au président Lassalle qui la donna à Yanci juste avant le match. Il se raconta, après le match d'Orthez, que ce geste symbolique toucha fortement les joueurs et que le supporter eut ainsi « modestement » sa part dans la victoire de ses favoris.
À la fin de la saison, Crouzat (centre, arrière) signe à Nice.

## Meilleurs marqueurs de points et d'essais
| classement | Joueur                                                   | Points |
| 1          | Thierry Arnoux                                           | 90     |
| 2          | Bernard Lassalle                                         | 35     |
| 3          | Bruno Bassoues                                           | 26     |
| 4          | François Majesté                                         | 16     |
| 5          | Jacques Dubroca, Dominique Sallaberry et Laurent Pétriat | 12     |
| 8          | Frédéric Crouzat                                         | 11     |
| 9          | Jean-Michel Yanci et Philippe Lassus                     | 8      |

| classement | Joueur                                                                                              | Essais |
| 1          | Thierry Arnoux                                                                                      | 5      |
| 2          | François Majesté                                                                                    | 4      |
| 3          | Laurent Pétriat et Dominique Sallaberry                                                             | 3      |
| 5          | Philippe Lassus, Frédéric Crouzat et Garisoin                                                       | 2      |
| 8          | Patrick Errecart, Bruno Bassoues, Elycerie, J-P Betbeder, J-M Yanci, Serge Pascal et Hervé Durquéty | 1      |

## Effectif
| Rang | Nom                  | Poste                 | parcours                                  |
| 1    | Henry Gaye           | Pilier                | formé au club                             |
| 2    | Jean-Michel Yanci    | Pilier                | formé au club                             |
| 3    | Patrick Errecart     | Pilier                | formé au club                             |
| 4    | Jean-Pierre Corréa   | Pilier                | formé au club                             |
| 5    | Serge Pascal         | Talonneur             | formé au club                             |
| 6    | Jacques Sallaberry   | Talonneur             | formé au club puis St Palais              |
| 7    | Yves Dupin           | 2e ligne              | formé au club                             |
| 8    | Francis Réal         | 2e ligne              | formé au club puis Biarritz et AS Bayonne |
| 9    | Michel Lassalle      | 2e ou 3e ligne        | formé au club                             |
| 10   | Pierre Elycerie      | 3e ligne              | formé au club                             |
| 11   | Dominique Sallaberry | 3e ligne centre       | formé au club                             |
| 12   | Yannick Carasco      | 3e ligne              | formé au club                             |
| 13   | Hervé Durquéty       | 3e ligne              | formé au club                             |
| 14   | Yves Condom          | 3e ligne              | formé au club                             |
| 15   | Escalona             | 3e ligne              | formé au club                             |
| 16   | Louis Galdos         | 3e ligne              | Bayonne                                   |
| 17   | Michel Mays          | Talonneur ou 3e ligne | formé au club                             |
| 18   | Didier Lissart       | Demi de mêlée         | formé au club                             |
| 19   | Gérard Valderrey     | Demi de mêlée         | formé au club                             |
| 20   | Philippe Lassus      | Demi de mêlée         | formé au club                             |
| 21   | Bernard Lassalle     | Ouvreur               | formé au club                             |

| Rang | Nom                | Période                    | Parcours                          |
| 22   | Jacques Dubroca    | Ouvreur                    | formé au club puis Hasparren      |
| 23   | Frédéric Crouzat   | Ouvreur, centre ou arrière | Bayonne, au BS depuis les juniors |
| 24   | Majesté            | Centre                     | formé au club                     |
| 25   | Lapébie            | Centre                     | formé au club                     |
| 26   | Jean-Paul Betbeder | Centre                     | formé au club                     |
| 27   | Marc Garisoin      | Centre                     | formé au club                     |
| 28   | Bruno Bassoues     | Ouvreur                    | ASSM                              |
| 29   | Lamarque           | Ailier                     | Bayonne                           |
| 30   | André Pourteau     | Ailier                     | Bayonne                           |
| 31   | Laurent Pétriat    | Ailier                     | formé au club                     |
| 32   | Thierry Arnoux     | Arrière ou ailier          | formé au club                     |
| 33   | Hauret-Clos        | Arrière ou ailier          | Monein                            |
| 34   | Francis Hontas     | Demi de mêlée              | formé au club                     |
| 35   | Millox             | Pilier                     | formé au club                     |
| 36   | Patrick Haurieu    | Talonneur                  | formé au club                     |
| 37   | Calleja            | Ailier                     | formé au club                     |
| 38   | Alain Lassalle     | 3e ligne                   | formé au club                     |
| 39   | Jacques Fanen      | Centre                     | formé au club                     |
| 40   | Daniel Condom      | 3e ligne                   | formé au club                     |
| 41   | Dubedout           | 3e ligne                   | Tyrosse                           |
| 42   | Despouy            | 2e ligne                   | Cambo                             |